# Patellapis yunnanica
Patellapis yunnanica är en biart som först beskrevs av Pesenko och Wu 1997.  Patellapis yunnanica ingår i släktet Patellapis och familjen vägbin. Inga underarter finns listade i Catalogue of Life.